# Pełkinie (przystanek kolejowy)
Pełkinie – przystanek kolejowy w Pełkiniach, w województwie podkarpackim, w Polsce.

## Ruch pasażerski
| Rok  | Wymiana pasażerska na dobę |
| ---- | -------------------------- |
| 2017 | 20-49                      |
| 2022 | 20-49                      |